# L'undicesimo comandamento (film 2001)
L'undicesimo comandamento, noto anche con i titoli Brotherhood II - L'undicesimo comandamento, Stirpe di sangue 2 e Stirpe di sangue 2 - Giovani demoni, è un film del 2001 diretto da David DeCoteau.
Si tratta del secondo film di una serie di film horror omoerotici iniziata con Stirpe di sangue.
Il film risulta essere quasi una copia del precedente con la sola differenza che nel predecessore i membri della confraternita erano vampiri mentre qui sono maghi.

## Trama
All'Accademia Chandler arriva un nuovo studente, John Van Owen, che viene subito preso di mira da parte di un gruppo di bulli, gelosi della sua amicizia con la bella Mary. Luc, uno studente dall'aspetto misterioso, gli offre una chance per vendicarsi dei soprusi subiti usando la stregoneria. John accetta ignorando che il prezzo da pagare per il suo nuovo potere è la sua stessa vita.